# Most Gdański
Most Gdański – dwupoziomowy stalowy most na Wiśle w Warszawie, będący częścią obwodnicy śródmiejskiej. Został wybudowany w latach 1957–1959 na filarach pierwszego mostu pod Cytadelą.

## Opis
Most został wzniesiony w latach 1957–1959 według projektu Janusza Ratyńskiego. Był elementem Trasy Mostowej im. Stefana Starzyńskiego, której nazwę nadano uchwałą Rady Narodowej m.st. Warszawy z dnia 27 września 1957. Został wzniesiony na filarach wysadzonego 13 września 1944 przez Niemców pierwszego, tj. wybudowanego w latach 1873–1875 jako most kolejowo-drogowy, a następnie wyłącznie drogowego, mostu pod Cytadelą. W jego konstrukcji powtórzono przyjęte rozwiązanie istniejącego w tym miejscu mostu dwupoziomowego.
Dla nowo wzniesionej przeprawy proponowano wiele nazw m.in. „most Pokoju”, „most Piętnastolecia”, „most Wolności”, „most imienia Traugutta”, „most Bohaterów Warszawy” i „most pod Cytadelą”. Ostatecznie zdecydowano się na nazwę „most Gdański”, którą nadano w dniu otwarcia całej Trasy, 21 lipca 1959.
Cała przeprawa składa się z: dwupoziomowego wiaduktu dojazdowego nad ul. Wybrzeże Helskie o długości 44,76 m, dwupoziomowego mostu głównego o długości 406,53 m, dwupoziomowego wiaduktu nad ul. Wybrzeże Gdańskie o długości 85,17 m. Konstrukcja nośna mostu to sześcioprzęsłowa stalowa kratownica. Wiadukty dojazdowe to ramownice wykonane w technologii sprężonej. Zostały zaprojektowane przez Stefana Piwońskiego i Witolda Witkowskiego. Na dolnym poziomie znajdują się tory tramwajowe ułożone na mostownicach dębowych, chodniki oraz ścieżka rowerowa (po stronie południowej), a na górnym poziomie – czteropasmowa jezdnia oraz chodniki.
Łączny koszt budowy mostu Gdańskiego wyniósł 25 mln złotych.
Most jest obecnie częścią obwodnicy śródmiejskiej. Łączy lewobrzeżną ul. Słomińskiego, z prawobrzeżną ul. Starzyńskiego. Podobnie jak most Świętokrzyski, spełnia on bardziej rolę lokalną niż tranzytową. Wynika to m.in. z braku rozbudowanych węzłów drogowych po obu stronach Wisły. W latach 2005–2007 przeprowadzono gruntowną przebudowę ronda Starzyńskiego (z budową estakad) – była to jedna z inwestycji mających usprawnić płynność ruchu na obwodnicy śródmiejskiej.
W latach 90. most przeszedł remont, został pomalowany na zielono, a dolny poziom został oświetlony kolorowymi świetlówkami. Cechą charakterystyczną dolnego poziomu mostu są drewniane podkłady torowisk, które mają być w przyszłości wymienione.
W czerwcu 2014 po południowej stronie mostu (bliżej strony śródmiejskiej) umieszczono neon z napisem Miło cię widzieć autorstwa Mariusza Lewczyka, który w 2013 zwyciężył w konkursie „Neon dla Warszawy”.

## Galeria

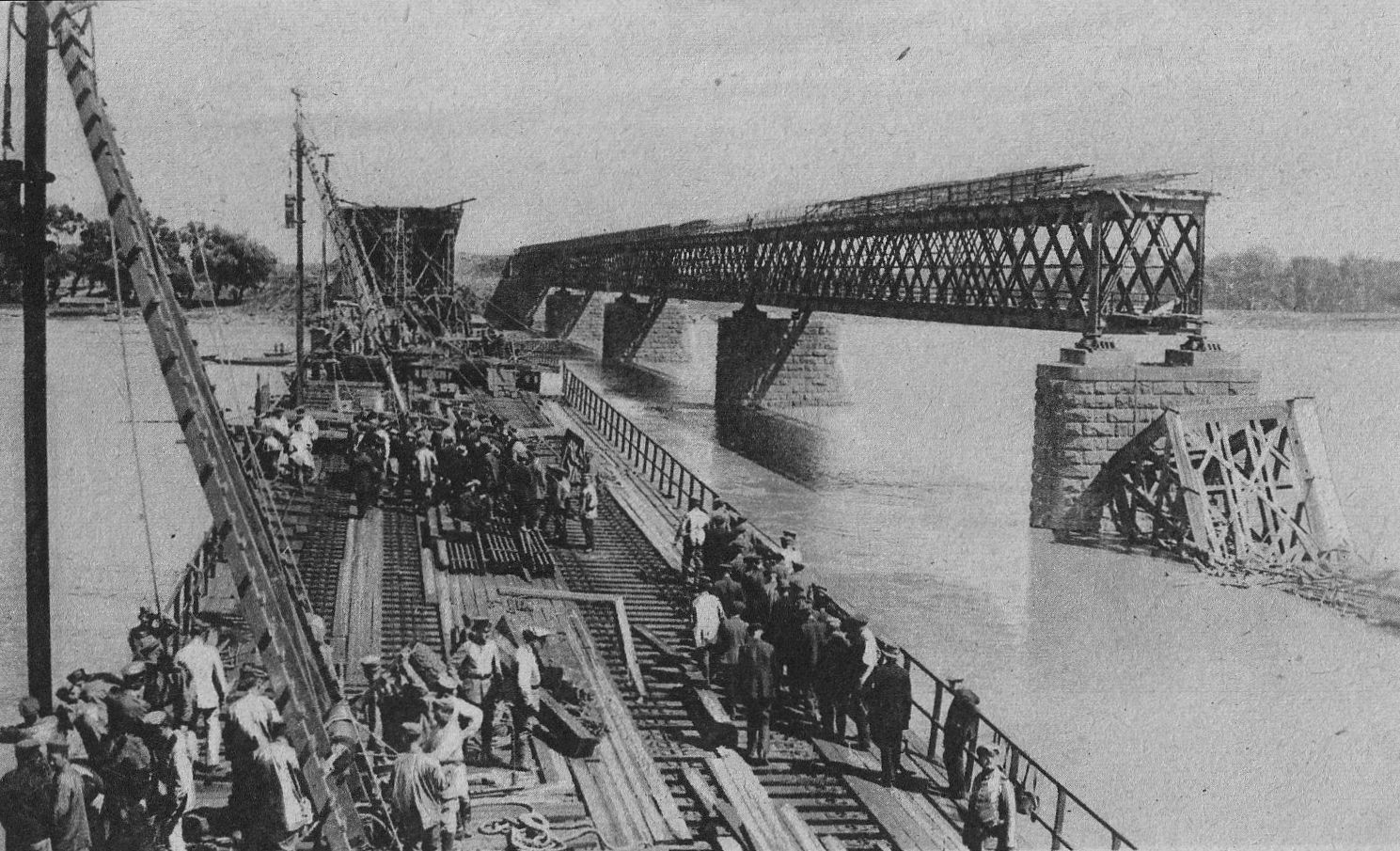
Zniszczony w 1915 most pod Cytadelą (po prawej), którego filary, po kolejnym zniszczeniu przeprawy w 1944, zostały wykorzystane do budowy mostu Gdańskiego
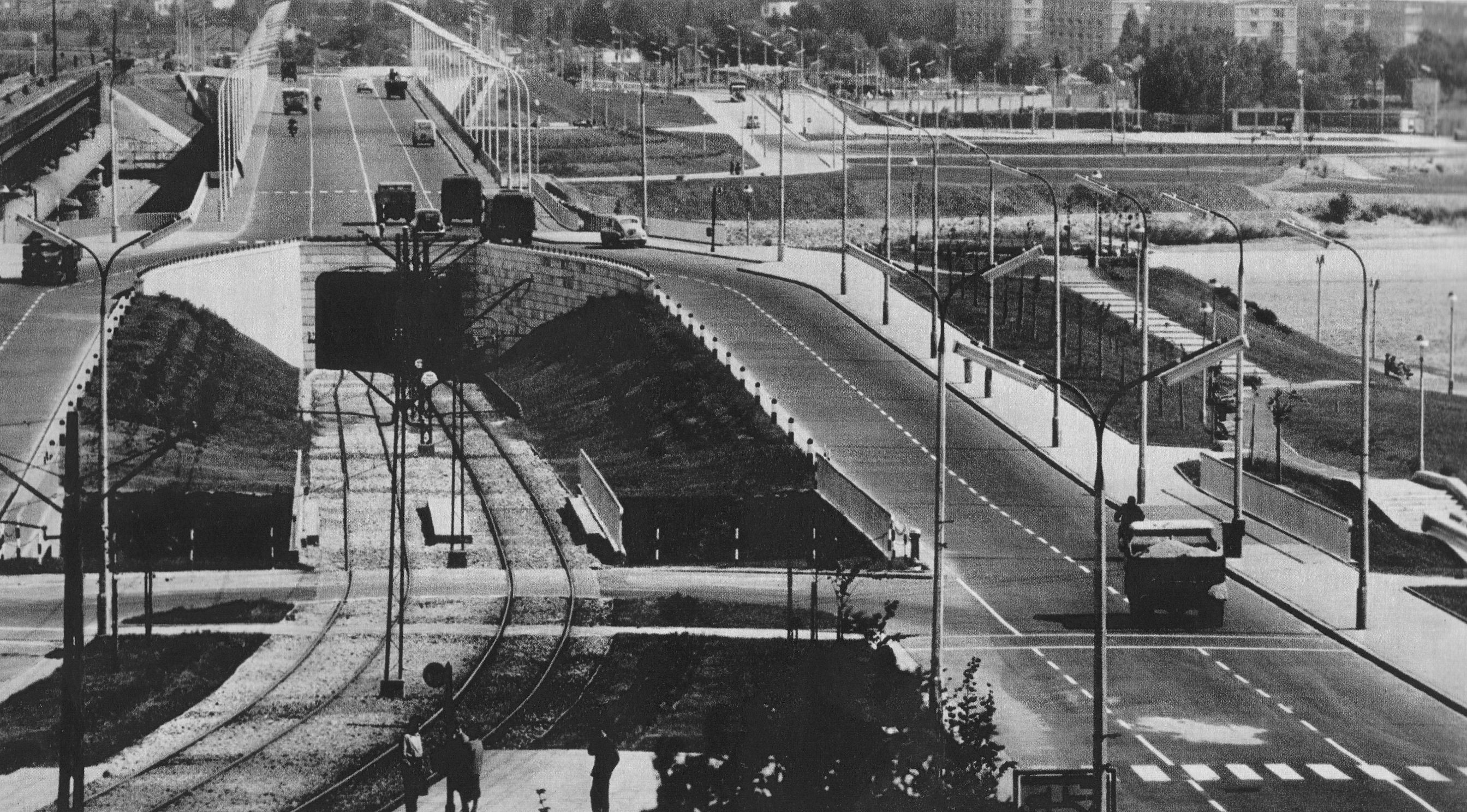
Wjazd na most, lata 60.
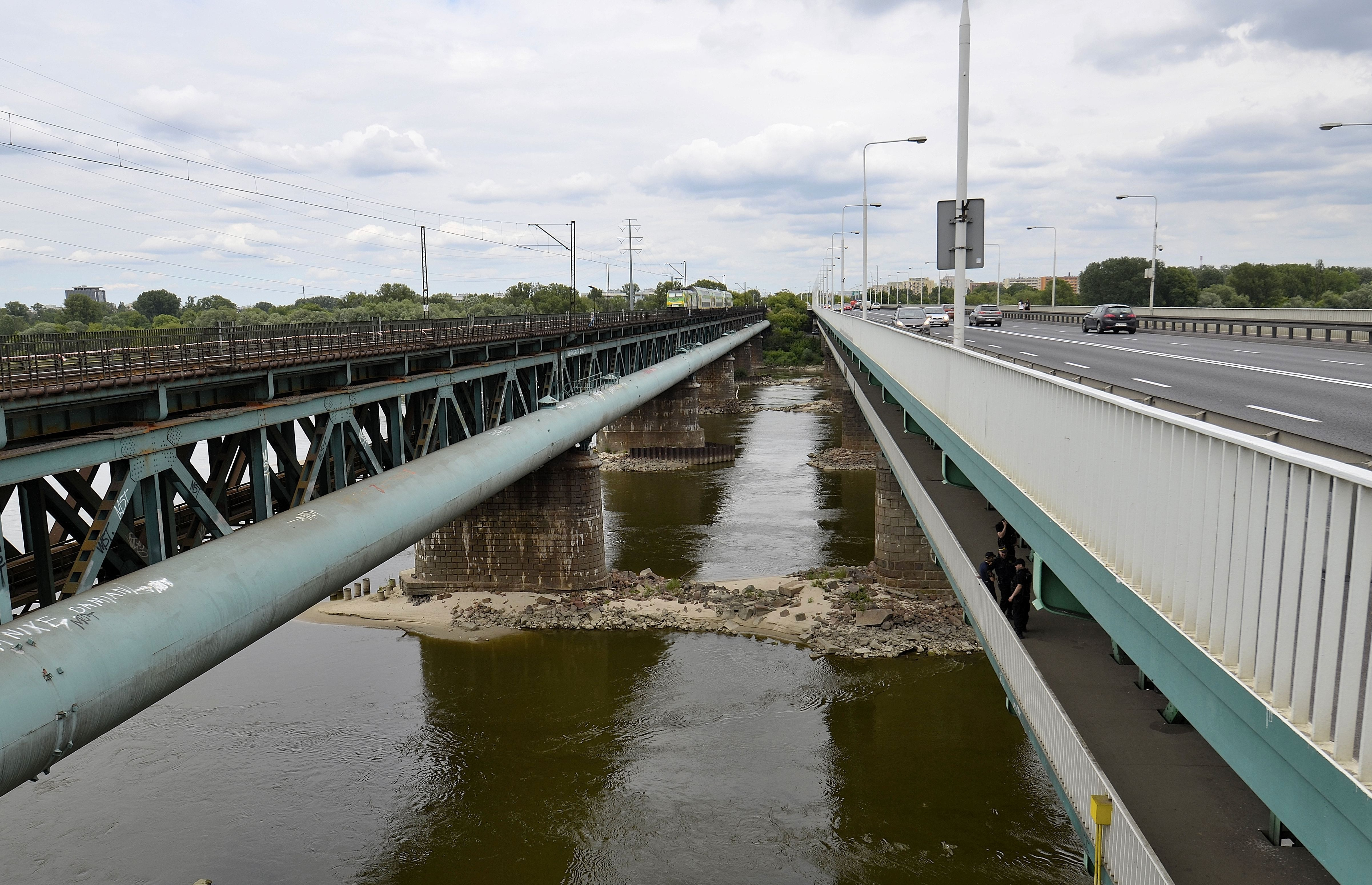
Górny poziom mostu, po lewej most kolejowy przy Cytadeli
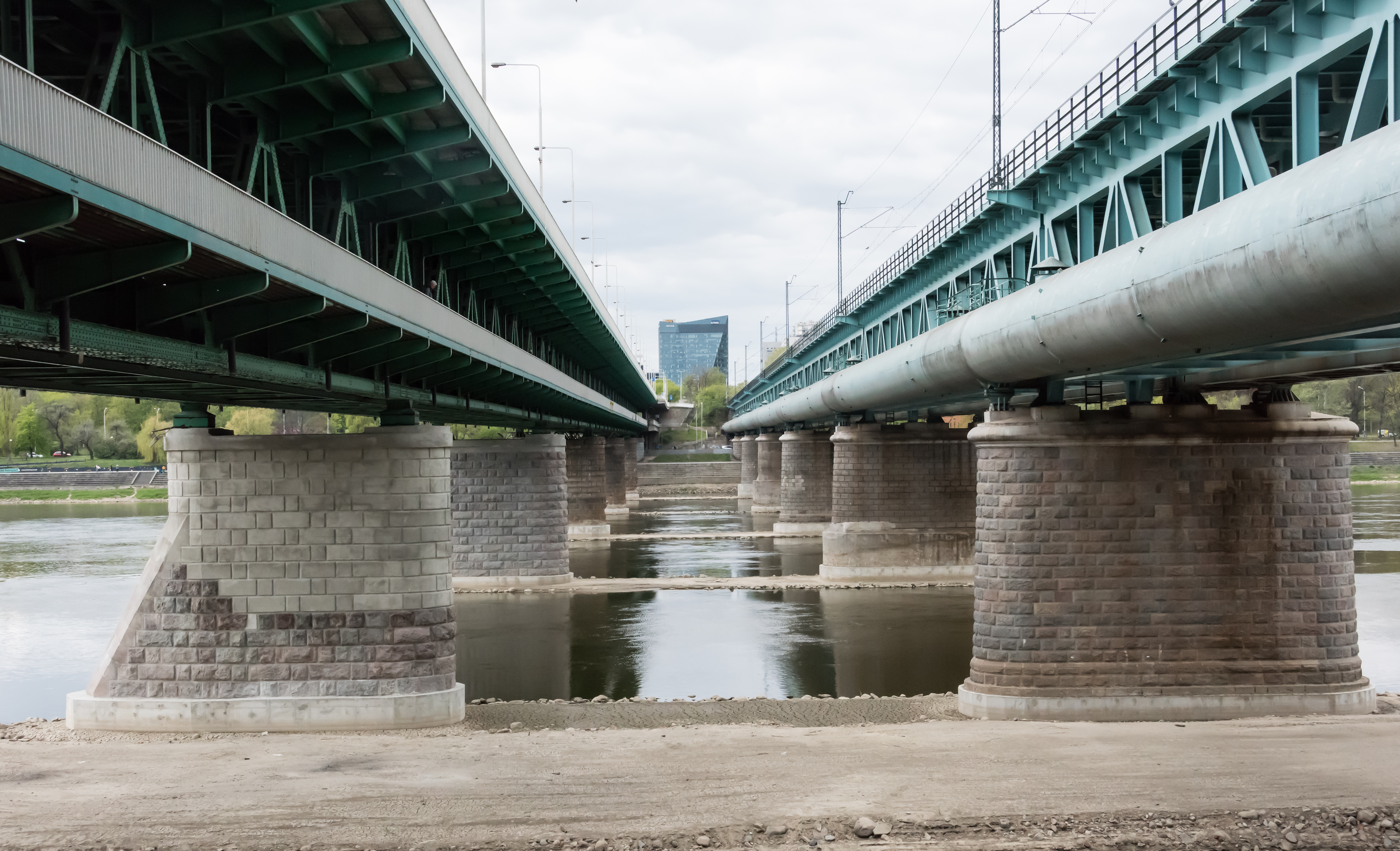
Oba mosty widziane z praskiego brzegu
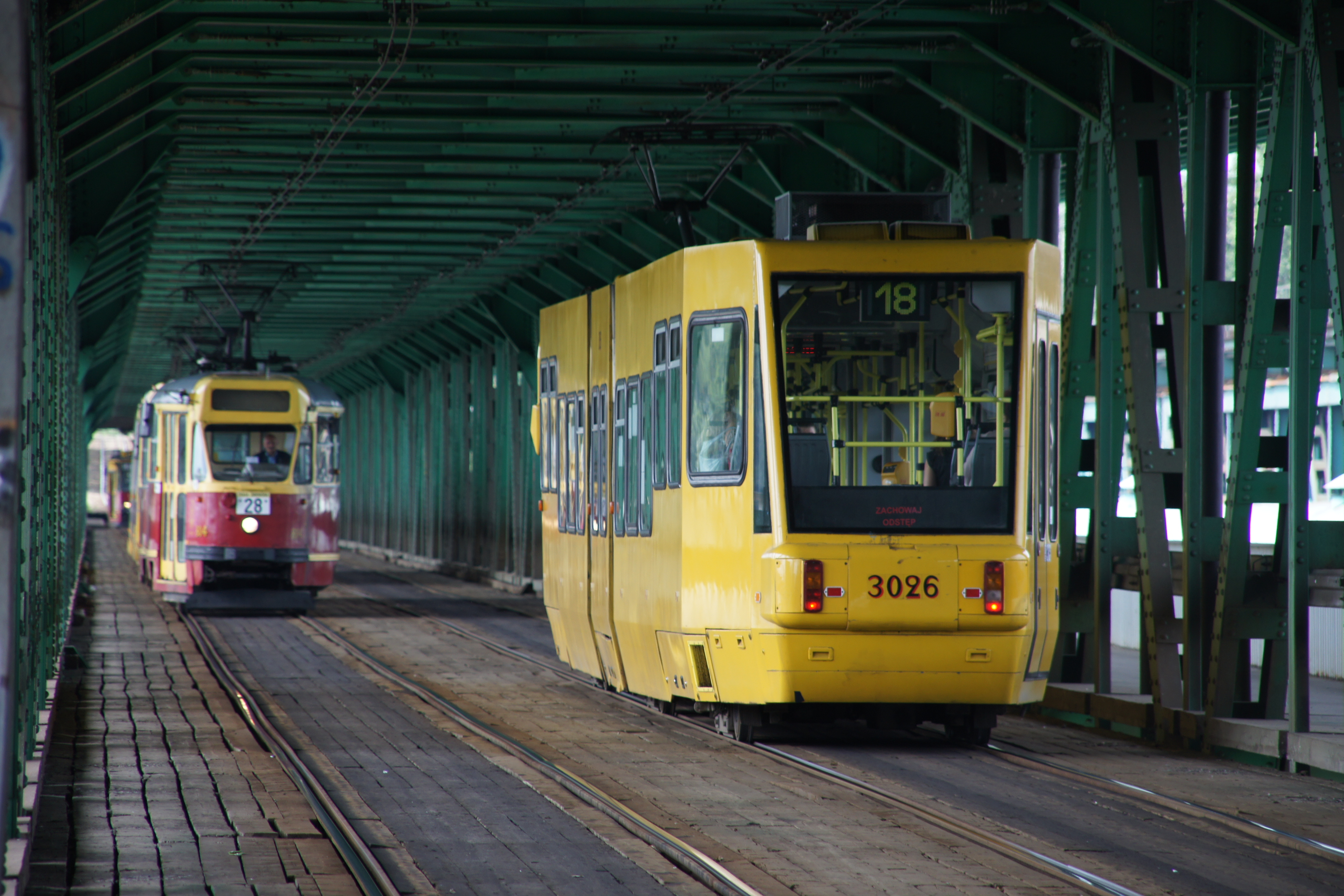
Tramwaje na dolnym poziomie
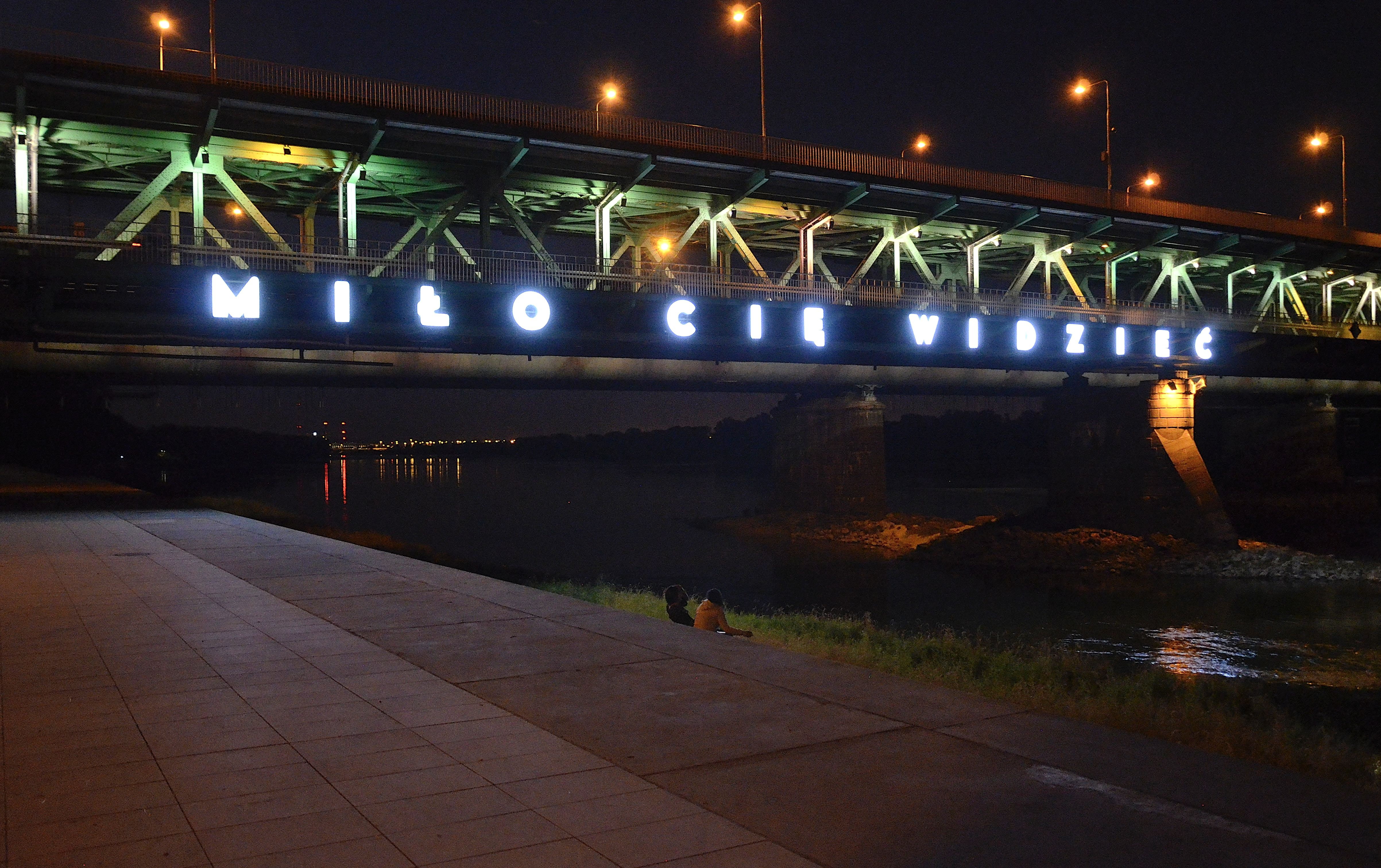
Neon Mariusza Lewczyka Miło cię widzieć